# Artur Górski (1970–2016)
Artur Cezary Górski (ur. 30 stycznia 1970 w Warszawie, zm. 1 kwietnia 2016 tamże) – polski polityk, nauczyciel akademicki, publicysta, dziennikarz, politolog, poseł na Sejm V, VI, VII i VIII kadencji.

## Życiorys

### Wykształcenie i praca zawodowa
Absolwent XXXIV Liceum Ogólnokształcącego w Warszawie (1989). W 1994 ukończył studia na Wydziale Nauk Historycznych i Społecznych Akademii Teologii Katolickiej w Warszawie na kierunku politologia i nauki społeczne. W 1998 uzyskał na tej uczelni stopień doktora nauk humanistycznych. Podczas studiów doktoranckich wstąpił do korporacji akademickiej Respublica.
Od 1995 do 1997 był dziennikarzem redakcji politycznej i zespołu politycznego redakcji krajowej Polskiej Agencji Prasowej. W 1998 zajmował stanowisko redaktora naczelnego „Naszego Dziennika”. Od 1999 pracował w administracji rządowej. W tym samym roku pełnił funkcję szefa gabinetu politycznego ministra-członka Rady Ministrów, Ryszarda Czarneckiego. Od 1999 do 2001 był doradcą Prezesa Rady Ministrów, następnie dyrektorem sekretariatu Gabinetu Politycznego Premiera.
W okresie 1999–2000 pełnił funkcje doradcy zarządu Polskiej Agencji Prasowej. W 2002 wybrano go do rady dzielnicy Mokotów. W 2003 został zatrudniony w Wojewódzkim Urzędzie Pracy w Warszawie, początkowo jako kierownik Wydziału Organizacji i Nadzoru, następnie jako kierownik Wydziału Kontroli Wewnętrznej.
Od lutego 2001 prowadził działalność naukowo-dydaktyczną jako wykładowca na Uniwersytecie Kardynała Stefana Wyszyńskiego. W lutym 2002 został adiunktem w Szkole Wyższej im. Bogdana Jańskiego. Od 2002 do 2003 był również adiunktem w Warszawskiej Szkole Zarządzania – Szkole Wyższej. Był autorem publikacji z dziedziny historii, historii idei i nauk politycznych. Pisał dla m.in. „Myśli Polskiej”, „Najwyższego Czasu”, „Nowego Państwa” i „Naszej Polski”.

### Działalność polityczna

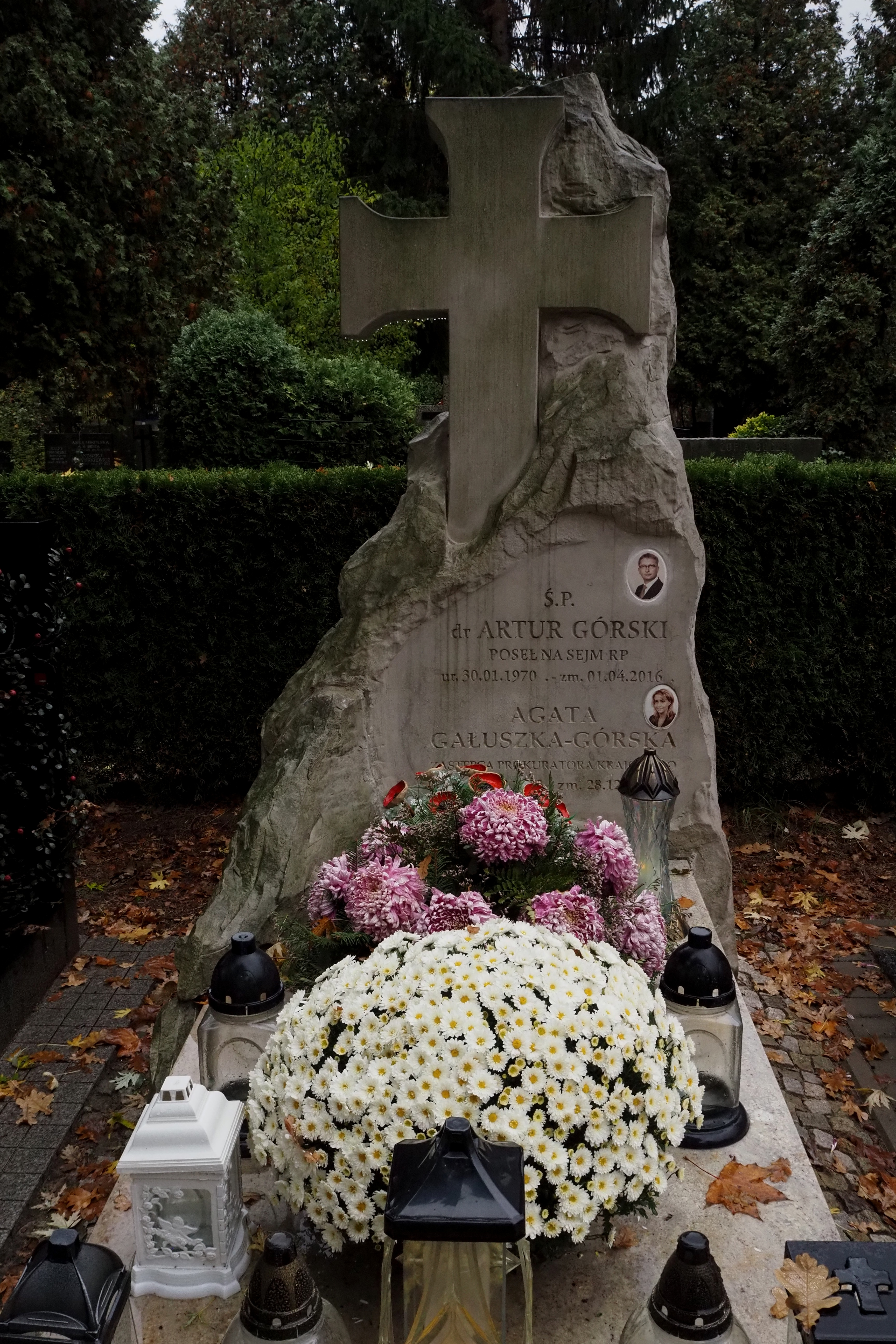
Grób Artura Górskiego i Agaty Gałuszki-Górskiej na Cmentarzu Wojskowym na Powązkach

Należał do Akcji Katolickiej. Był redaktorem naczelnym kwartalnika „Pro Fide, Rege et Lege” oraz od 1988 do 2004 prezesem Klubu Zachowawczo-Monarchistycznego. W latach 2001–2002 zasiadał w radzie politycznej Przymierza Prawicy. Od 2002 należał do Prawa i Sprawiedliwości (także jako członek rady politycznej).
W wyborach parlamentarnych w 2005 został wybrany do Sejmu z listy PiS w okręgu warszawskim, otrzymując 2850 głosów. W Sejmie V kadencji pełnił funkcję przewodniczącego Zespołu Parlamentarnego na rzecz Przywrócenia Autorytetu Władzy, w którym znaleźli się przedstawiciele ugrupowań PiS i LPR. Był jednym z inicjatorów projektu uchwały sejmowej mającej na celu intronizację w Polsce Chrystusa Króla.
Od 2006 do 2007 zajmował stanowisko prezesa Warszawskiego Towarzystwa Hokejowego „Sokół”, drugoligowego klubu hokeja na trawie. Od lipca 2007 do marca 2009 zasiadał w Radzie Służby Publicznej, w kwietniu 2009 został powołany na członka Rady Służby Cywilnej. W wyborach parlamentarnych w 2007 po raz drugi uzyskał mandat poselski, otrzymując 3070 głosów. W wyborach parlamentarnych w 2011 uzyskał po raz kolejny reelekcję liczbą 4762 głosów. W wyborach do Parlamentu Europejskiego w 2014 startował z listy PiS w okręgu warszawskim, nie uzyskując mandatu europosła (z wynikiem 5689 głosów).
Był członkiem zarządu Akademickiego Klubu Obywatelskiego im. Prezydenta Lecha Kaczyńskiego w Warszawie. W 2015 został ponownie wybrany do Sejmu, otrzymując 6262 głosy.

## Odznaczenia
Prezydent Andrzej Duda pośmiertnie odznaczył go Krzyżem Oficerskim Orderu Odrodzenia Polski.

## Życie prywatne
Syn Zdzisława i Elżbiety. Był żonaty z Agatą Gałuszką-Górską, miał syna Kacpra. Zmarł 1 kwietnia 2016 z powodu białaczki. 9 kwietnia 2016 został pochowany w Alei Zasłużonych na Cmentarzu Wojskowym na Powązkach (kwatera G-tuje-24).

## Publikacje
- O autorytet władzy, Warszawa 1990.
- Myśli reakcyjne, Warszawa 1994.
- Władza polityczna w myśli Stanisława Cata-Mackiewicza, Kraków 1999.
- Na prawicowym posterunku, Warszawa 2008.